# Tufão Kong-rey (2024)
O Tufão Kong-rey, conhecido nas Filipinas como Super Tufão Leon, foi um poderoso ciclone tropical que atingiu Taiwan e as Filipinas antes de impactar a China Oriental, a Coreia do Sul e o Japão no final de outubro e início de novembro de 2024. Kong-rey foi o primeiro tufão na história de Taiwan a tocar terra após a metade de outubro e o maior a atingir o país desde o Tufão Herb, em 1996. Além disso, foi o segundo ciclone tropical em uma série que afetou as Filipinas, após a Tempestade Tropical Trami, alguns dias antes, e antecedendo os Tufões Yinxing, Toraji, Usagi e Man-yi, que causariam impacto nos dias seguintes.
A vigésima primeira tempestade nomeada e o terceiro super tufão da temporada anual de tufões, Kong-rey desenvolveu-se a partir de uma circulação fraca e exposta de baixo nível localizada a oeste-noroeste de Guam. Em 25 de outubro, a Agência Meteorológica do Japão (JMA) classificou o sistema como uma tempestade tropical chamada Kong-rey. Em 28 de outubro, o Centro Conjunto de Avisos de Tufão (JTWC) a classificou como um tufão de baixa intensidade, seguido pela JMA. Em 30 de outubro, o JTWC relatou que o sistema atingiu seu pico como um super tufão equivalente à categoria 4, com ventos sustentados de 1 minuto a 240 km/h. A JMA observou que Kong-rey atingiu sua força máxima com ventos sustentados de 10 minutos a 185 km/h e uma pressão central de 925 hPa. Após alcançar sua intensidade máxima, Kong-rey iniciou um ciclo de substituição da parede do olho, com imagens de satélite mostrando um olho grande e características de rotação rápida na borda interna da parede do olho. No dia seguinte, Kong-rey completou o ciclo de substituição da parede do olho enquanto se aproximava de Taiwan pelo sudeste, passando próximo a Batanes e à Ilha das Orquídeas antes de tocar terra em Chenggong, Taitung. Posteriormente, emergiu novamente sobre o Estreito de Taiwan com uma estrutura convectiva enfraquecida, sendo seu rápido deslocamento através de Taiwan atribuído a um salto no lado de sotavento. Kong-rey seguiu ao longo da costa leste da China enquanto interagia com um forte sistema frontal, iniciando sua transição extratropical. Em 1º de novembro, a JMA relatou que Kong-rey havia se transformado em um ciclone extratropical ao se mover para o norte-nordeste na periferia de uma alta subtropical de nível médio, desenvolvendo rapidamente características frontais com uma frente fria fraca ao sul de seu centro e uma frente quente estendendo-se a leste-nordeste. A tempestade extratropical cruzou o Japão no dia seguinte, e depois emergiu no Oceano Pacífico. Seus remanescentes foram observados pela última vez pela JMA em 4 de novembro, próximo à Linha Internacional de Data; entretanto, o Centro de Previsão Oceânica relatou que esses remanescentes cruzaram o Oceano Pacífico Norte Central, movendo-se gradualmente em direção à costa do Alasca. Em 7 de novembro, os remanescentes de Kong-rey foram absorvidos por outro ciclone extratropical ao sul do sudoeste do Alasca.
As autoridades aconselharam evacuações em Batangas, que havia sido devastada pela Tempestade Tropical Trami na semana anterior. Em Taiwan, as aulas foram suspensas no Condado de Taitung, e vários voos e viagens foram cancelados. A Administração Central de Meteorologia emitiu avisos de chuva forte, com alertas de chuvas torrenciais nos condados de Yilan e Hualien. No Leste da China, Kong-rey trouxe ventos fortes e chuvas intensas às províncias de Zhejiang e Fujian. Na Ilha de Jeju, na Coreia do Sul, Hallasan registrou até 268,5 mm de chuva, causando inundações que danificaram edifícios por toda a ilha. A JMA relatou que o ar quente e úmido da tempestade provocou chuvas intensas e tempestades no oeste do Japão. No total, Kong-rey foi responsável por três mortes e 690 feridos, causando aproximadamente US$ 60,21 milhões em danos.

## História meteorológica
As origens do Tufão Kong-rey remontam a 22 de outubro, quando o Centro Conjunto de Avisos de Tufão (JTWC) começou a monitorar uma fraca circulação exposta de baixo nível em 14° 54′ N, 141° 24′ L, cerca de 394 km a oeste-noroeste de Guam. Imagens de satélite revelaram convecção profunda limitada, principalmente nos quadrantes leste e norte, enquanto duas perturbações próximas, identificadas como 97W e 98W, interagiam em um ambiente complexo de direcionamento, com 98W movendo-se em direção ao polo e sendo absorvida por 97W. A Agência Meteorológica do Japão (JMA) designou a perturbação como uma área de baixa pressão no dia seguinte, e em 24 de outubro, ela foi classificada como uma depressão tropical. Às 03:00 UTC do mesmo dia, o JTWC emitiu um alerta de formação de ciclone tropical, indicando que o ambiente era geralmente favorável à ciclogênese tropical, com temperaturas quentes na superfície do mar de 30 °C, baixo cisalhamento do vento vertical e bom escoamento radial.
Às 00:00 UTC de 25 de outubro, a JMA classificou o sistema como uma tempestade tropical, nomeando-o de Kong-rey, o qual o JTWC posteriormente designou como 23W, apresentando um centro de circulação parcialmente obscurecido e uma banda profunda de convecção nos lados leste e norte. Kong-rey apresentou uma circulação assimétrica pronunciada com convecção fragmentada e desorganizada enquanto se movia para noroeste ao longo da borda sudoeste de um anticiclone subtropical de nível médio, enquanto imagens de micro-ondas revelaram bandas convectivas curvas concentradas no semicírculo ocidental, com bandas superficiais envolvendo-se firmemente ao redor de um centro de circulação irregular. Às 19:30 PHT (hora local) de 26 de outubro, Kong-rey entrou na Área de Responsabilidade das Filipinas e recebeu o nome Leon pela PAGASA. O sistema apresentou um centro de circulação totalmente exposto, cercado por convecção persistente no quadrante sudoeste, sustentado por um escoamento moderado para oeste, enquanto bandas espirais de convecção profunda localizavam-se ao norte. Imagens de satélite mostraram dois centros de circulação de baixo nível separados, girando ao redor de um ponto central em 16° 42′ N, 132° 00′ L, que eventualmente se fundiram em um único centro de circulação mais organizado, caracterizado por bandas largas no semicírculo ocidental. À medida que se movia para oeste-sudoeste, ao longo da periferia sudeste, o sistema exibiu fluxo forte em direção ao equador e melhor escoamento para o polo, levando a JMA a classificá-lo como uma tempestade tropical severa às 00:00 UTC de 27 de outubro. No início do dia seguinte, o JTWC atualizou a tempestade para tufão de intensidade mínima antes de a JMA fazer o mesmo, observando uma estrutura melhorada com bandas convectivas completamente envolvidas ao redor da circulação e adquirindo uma forma mais simétrica. O tufão também desenvolveu um olho grande e irregular, caracterizado por uma estrutura preenchida de nuvens medindo 83 km de diâmetro.
Em 30 de outubro, o JTWC informou que o sistema havia atingido o pico como super tufão equivalente à categoria 4, com ventos sustentados de 1 minuto de 240 km/h, enquanto a JMA indicou que Kong-rey alcançou sua intensidade máxima com ventos sustentados de 10 minutos de 185 km/h e pressão central de 925 hPa. Após atingir a intensidade máxima, Kong-rey iniciou um ciclo de substituição da parede do olho, com imagens de satélite revelando um olho grande e características rapidamente rotativas ao longo da borda interna da parede do olho enquanto se movia para noroeste. O tufão tinha um olho distinto e altamente simétrico, medindo 74 km de diâmetro, enquanto imagens de micro-ondas revelaram uma estrutura de parede dupla do olho. Kong-rey completou o ciclo de substituição da parede pouco depois, resultando em um olho irregular, mas relativamente simétrico, enquanto o tufão se aproximava de Taiwan pelo sudeste e passava perto de Batanes e da Ilha das Orquídeas. No dia seguinte, às 13h40 hora local, Kong-rey atingiu a terra em Chenggong, Taitung, no leste de Taiwan. Este foi o primeiro tufão na história de Taiwan a atingir a terra após meados de outubro, e a maior tempestade a atingir desde o Tufão Herb em 1996. Após atingir a terra, o olho rapidamente ficou preenchido de nuvens, exibindo bandas convectivas deterioradas e estrutura da parede do olho, enquanto observações de superfície em Taitung registraram ventos sustentados de 104 km/h. Posteriormente, o sistema emergiu sobre o Estreito de Taiwan com uma estrutura convectiva enfraquecida, e seu movimento rápido através de Taiwan pode ser atribuído a um salto no lado de sotavento. Ele se moveu ao longo da costa leste da China enquanto interagia com um sistema frontal forte, iniciando sua transição extratropical. Às 12:00 UTC de 1º de novembro, a JMA relatou que Kong-rey havia se transformado em uma baixa extratropical enquanto se movia para norte-nordeste ao longo da periferia noroeste de um anticiclone subtropical de nível médio, desenvolvendo rapidamente características frontais com uma frente fria fraca se estendendo ao sul do centro e uma frente quente se estendendo para leste-nordeste. Às 21:00 UTC do mesmo dia, o JTWC encerrou os avisos para o sistema, que completou sua transição extratropical. A tempestade extratropical atravessou o Japão no dia seguinte e emergiu no Oceano Pacífico. Seus remanescentes foram notados pela última vez pela JMA em 4 de novembro, perto da Linha Internacional de Data. No entanto, o Centro de Previsão Oceânica relatou que esses remanescentes cruzaram o Oceano Pacífico Norte Central, movendo-se gradualmente em direção à costa do Alasca. Em 7 de novembro, os remanescentes de Kong-rey foram absorvidos por outro ciclone extratropical ao sul do sudoeste do Alasca.

## Preparativos

### Filipinas

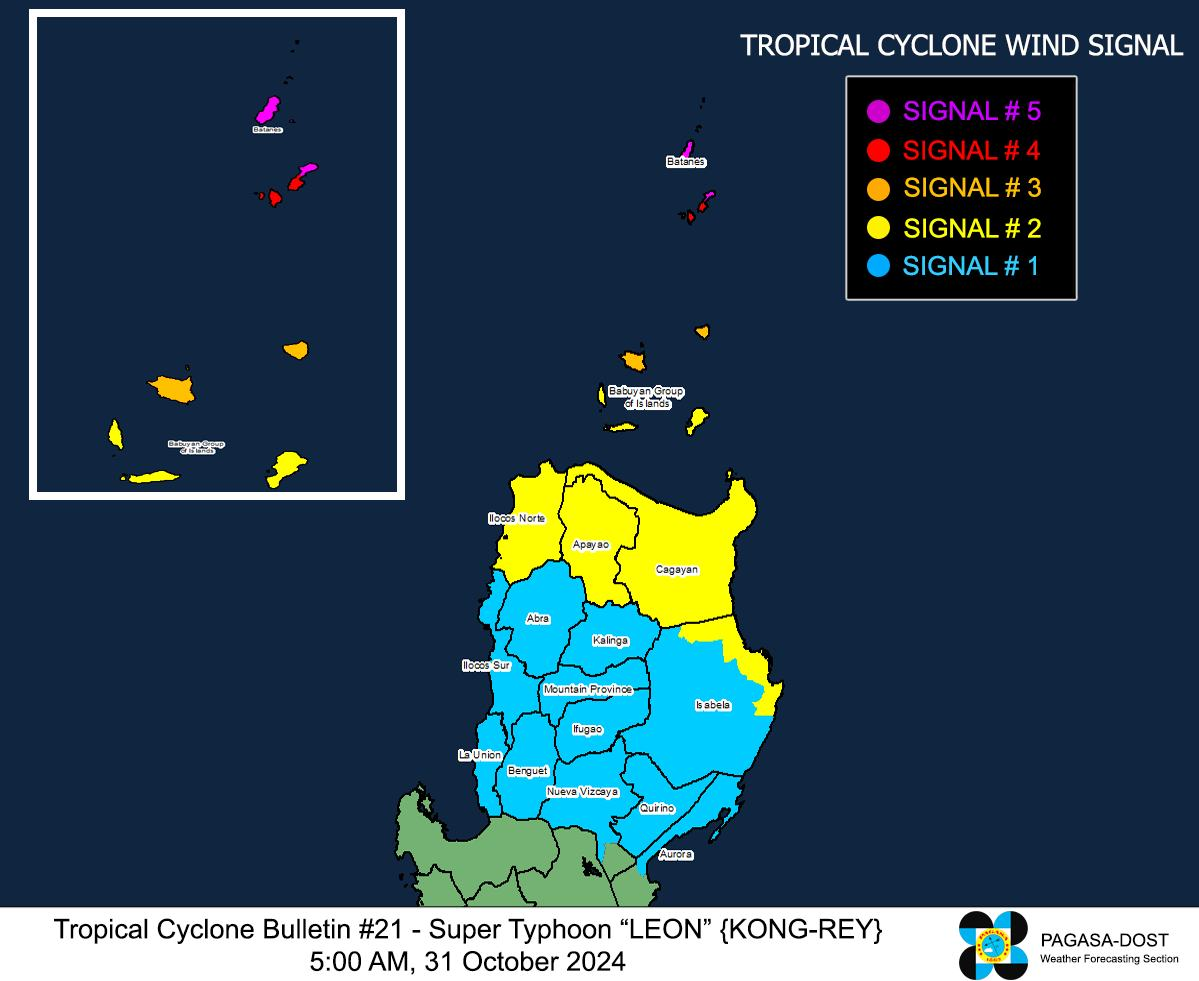
Sinal de vento de ciclone tropical mais alto emitido pela PAGASA para Kong-rey (Leon)

A PAGASA informou que os moradores do norte e nordeste de Luzon poderiam esperar chuva nos dias 31 de outubro e 1º de novembro devido à tempestade. Na madrugada de 27 de outubro, a PAGASA emitiu o Sinal de Vento de Ciclone Tropical Nº 1 para partes de Cagayan, Isabela e Catanduanes. No dia seguinte, a PAGASA incluiu toda a área de Batanes, Ilocos Norte, Abra, Apayao, e Kalinga. A PAGASA também acrescentou Cagayan (incluindo as Ilhas Babuyan); Camarines Norte; Ifugao; Isabela; La Union; Província da Montanha; Nova Vizcaya, partes de Quirino; Aurora; Benguet; Albay; Camarines Sul; Sorsogon; Samar do Norte; e Samar Oriental. Mais tarde, naquela noite, a PAGASA incluiu totalmente Quirino e Aurora. Em 29 de outubro, toda a Benguet foi incluída. No mesmo dia, a PAGASA emitiu o Sinal Nº 2 para Batanes; Ilhas Babuyan; e partes de Cagayan e Isabela. Posteriormente, a PAGASA incluiu totalmente Cagayan; Apayao; Ilocos Norte; partes de Kalinga e Abra, enquanto Samar Ocidental e Samar do Norte foram removidos do Sinal Nº 1, encerrando os sinais na região de Visayas. O Sinal Nº 2 também foi atribuído a Província da Montanha. Após o Kong-rey ser classificado como super tufão, o Sinal Nº 3 foi elevado em Batanes e partes das Ilhas Babuyan no dia seguinte, e em parte do território continental de Cagayan seis horas depois.
Três horas depois, Batanes foi colocado no Sinal Nº 4, com mais províncias sendo incluídas no Sinal Nº 1. Poucas horas depois, as partes norte e leste de Batanes foram elevadas ao Sinal Nº 5, o nível de alerta mais alto. No dia seguinte, Batanes foi rebaixado ao Sinal Nº 4, com as Ilhas Babuyan sendo rebaixadas do Sinal Nº 4 para o Nº 3. Três horas depois, Batanes foi rebaixado para o Sinal Nº 3, e as Ilhas Babuyan também foram rebaixadas para o Sinal Nº 2. Várias províncias foram removidas dos Sinais Nº 1 e 2. Alertas de ventania foram emitidos para as costas do norte e centro de Luzon. Autoridades ordenaram evacuações em Batangas, que havia sido devastada pela Tempestade Tropical Trami (Kristine) na semana anterior. Em Cagayan, mais de 8.000 pessoas foram evacuadas. Várias companhias aéreas e de transporte marítimo cancelaram serviços. A represa Magat manteve uma de suas comportas abertas como precaução. O governo de Albay também se preparou para os possíveis impactos de Kong-rey. O Escritório de Defesa Civil estimou que entre 2,5 milhões e 5 milhões de pessoas poderiam ser afetadas por Kong-rey nas regiões de Ilocos, Vale de Cagayan, Região Administrativa de Cordillera, Luzon Central, Mimaropa, Calabarzon e Região de Bicol. Algumas unidades do governo local anunciaram que as aulas seriam suspensas no dia 31 de outubro devido à tempestade. A empresa de telecomunicações Smart preparou suprimentos de emergência e pessoal em áreas onde se esperava que a tempestade se aproximasse. Segundo a Autoridade de Aviação Civil das Filipinas, mais de 500 viajantes foram afetados pelos voos cancelados.

### Taiwan

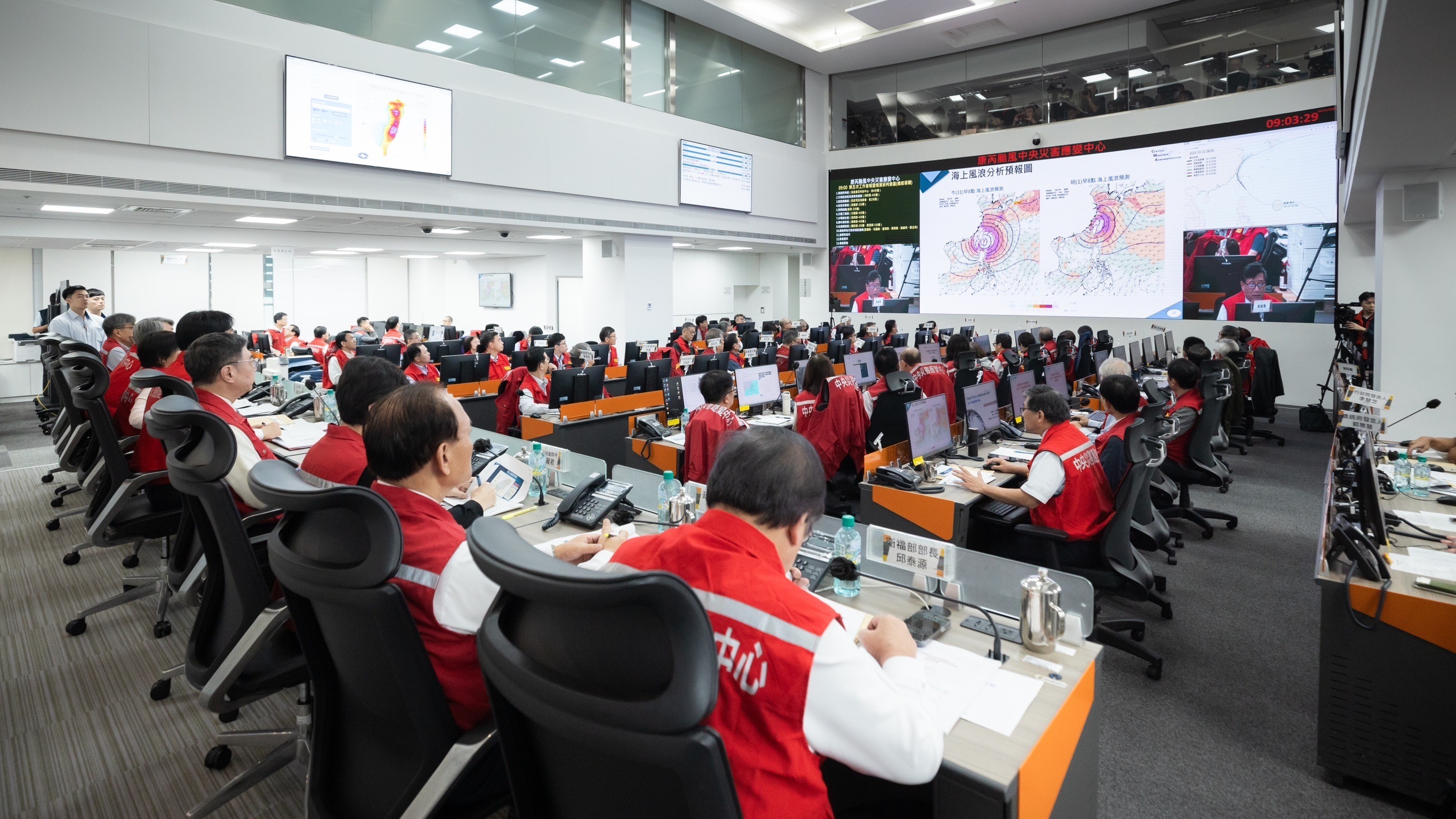
O presidente Lai Ching-te e outros funcionários administrativos do governo central inspecionaram o Centro Central de Resposta a Desastres

O Ministério da Defesa colocou 36.000 soldados em prontidão para esforços de resgate. Alguns serviços de trem foram cancelados. Shows de Mayday e Andy Lau foram adiados. Mais de 400 voos foram cancelados, enquanto todo o sistema de balsas foi suspenso. Em 29 de outubro, a Administração Central de Meteorologia (CWA) emitiu seu primeiro alerta marítimo para a tempestade, cobrindo o sudeste de Taiwan e o Canal de Bashi, acrescentando que Kong-rey poderia gerar ondas de 5 a 6 metros de altura, e chuva de 500 a 800 mm. As aulas foram suspensas no Condado de Taitung, com múltiplos voos e viagens cancelados. Moradores locais estocaram vegetais, enquanto pescadores recolheram seus barcos. A Agência Nacional de Bombeiros previu quedas de árvores. Duas ilhas orientais, Ilha das Orquídeas e Ilha Verde, foram fechadas pelo governo local. O Escritório de Conservação do Solo e Água alertou sobre o risco potencial de deslizamentos de terra, pedindo aos moradores que ficassem atentos. Comunidades pesqueiras tomaram medidas extras de precaução. Agências estavam preparadas para lidar com prédios danificados, linhas de energia e resgates de enchentes. Equipes de resgate também foram posicionadas por todo o país. Pelo menos 11.588 pessoas foram evacuadas.
A CWA posteriormente emitiu seu primeiro alerta terrestre para a tempestade em 30 de outubro, cobrindo o Condado de Taitung e a Península de Hengchun. Esses alertas foram expandidos no mesmo dia para cobrir toda Taiwan. Avisos de chuvas intensas também foram emitidos pela CWA, com alertas de chuva torrencial extrema para os condados de Yilan, Hualien, Hsinchu, e Taichung; alertas de chuva torrencial em Keelung, Taipei, Nova Taipei, e Condado de Nantou; alertas de chuva extremamente forte em Taoyuan, Condado de Miaoli, Kaohsiung; e alertas de chuva forte no Condado de Yunlin, Chiayi, Condado de Chiayi e Tainan. Avisos de tufão foram emitidos em todo o país. Vários avisos de ondas grandes e um aviso de maré foram emitidos para a costa leste de Taiwan. Todos os escritórios e escolas em Taiwan foram fechados no dia 31 de outubro. Um grupo de 27 visitantes em Wuling Farm, Taichung, foi orientado a permanecer enquanto descia, sendo fornecidos alimentos e água. Outro grupo de 26 turistas foi orientado a permanecer em uma pousada no Monte Li. Um terceiro grupo de 24 turistas foi forçado a voltar para uma montanha após tentar descer. Foram estabelecidos 134 abrigos de emergência, que acomodaram 2.620 pessoas, enquanto as operações na bolsa de valores foram suspensas devido à tempestade.

### Outros locais
Antecipando os efeitos da tempestade, autoridades ferroviárias e marítimas na China suspenderam vários serviços de trem e cancelaram 71 rotas de balsas costeiras. O Centro Nacional de Meteorologia da CMA emitiu um alerta laranja para a tempestade, avisando que era esperado que ela trouxesse chuvas torrenciais para áreas do leste, incluindo as províncias de Fujian, Zhejiang, Jiangsu e Xangai. Em Zhejiang, 280.000 pessoas foram evacuadas e 10.000 abrigos de emergência foram abertos. O Ministério de Recursos Hídricos iniciou uma resposta de emergência de Nível IV para gerenciar o risco de inundações e os impactos da tempestade em Xangai. Kong-rey não foi previsto para atingir a Península Coreana, mas esperava-se que trouxesse chuvas significativas para as regiões do sul devido à sua umidade. A Administração Meteorológica Regional de Jeju emitiu alertas para chuvas fortes e ventos intensos em todas as áreas terrestres da Ilha de Jeju. A tempestade também estava prevista para atingir o Japão. Autoridades alertaram os moradores da província de Okinawa sobre os ventos e chuvas intensas, instando a população a monitorar a tempestade.

## Impacto e consequências

### Filipinas

Kong-rey chegando à costa em Chenggong, Taitung, no leste de Taiwan, em 31 de outubro

A extensão de Kong-rey afetou as Visayas e várias regiões de Luzon e Mindanao. O Escritório de Defesa Civil informou que Kong-rey causou a destruição mais extensa na província insular de Batanes. Pelo menos 545 famílias, compostas por cerca de 1.575 pessoas, foram evacuadas em Batanes após a passagem do tufão. Kong-rey provocou marés de tempestade que inundaram várias casas em Ilocos Norte, Cagayan, e Batanes, deslocando cerca de 100 famílias e causando destruição significativa, incluindo danos à histórica Igreja de Itbayat, a mais antiga de Itbayat, Batanes. Dois portos marítimos na cidade também sofreram danos. Deslizamentos de rochas ocorreram em Ivana e Sabtang, destruindo quase 1.500 casas em Batanes. As Forças Armadas das Filipinas prepararam aeronaves para transportar suprimentos de emergência para as áreas afetadas. Pelo menos doze cooperativas elétricas foram impactadas pelos danos causados pela tempestade. O Departamento de Bem-Estar Social e Desenvolvimento planejou fornecer 14.000 pacotes de alimentos para a província insular de Batanes.
Em 1º de novembro, uma aeronave de transporte C-295 da Força Aérea Filipina, que levava os suprimentos mencionados, saiu da pista ao pousar no Aeroporto de Basco, causando o desprendimento de um dos pneus e o fechamento do aeroporto até 3 de novembro. O navio BRP Gabriela Silang, da Guarda Costeira Filipina, foi enviado para Batanes para entregar mais ajuda, após ser forçado a se abrigar devido ao mau tempo em Sual, Pangasinan. O Departamento de Educação anunciou a implementação do Programa de Aprendizagem Dinâmica em novembro para mitigar a perda de aprendizado causada pelas interrupções das aulas devido à Tempestade Tropical Trami (Kristine) e ao tufão Kong-rey. Durante o 11º aniversário do tufão Haiyan (Yolanda), o presidente Bongbong Marcos destacou a importância de evitar complacência na preparação para desastres, observando que o país ainda está se recuperando dos impactos de Trami e Kong-rey. O governo da Coreia do Sul forneceu assistência avaliada em ₱30 milhões (US$ 609.137,06) por meio do Programa Alimentar Mundial, para ajudar os afetados pela Tempestade Tropical Trami (Kristine) e outras recentes tempestades, incluindo o tufão Kong-rey (Leon), tufão Yinxing (Marce), tufão Usagi (Ofel) e tufão Toraji (Nika). Embora o NDRRMC não tenha fornecido detalhes específicos sobre o número de mortes causadas por Kong-rey, os efeitos combinados de Trami e Kong-rey resultaram em pelo menos 162 fatalidades, com muitas outras pessoas desaparecidas.

### Taiwan
Em Taiwan, duas pessoas morreram em Taipei, incluindo uma vítima atingida por um poste elétrico que caiu. Uma mulher também morreu quando uma árvore caiu sobre seu carro no Condado de Nantou. Pelo menos 690 pessoas ficaram feridas, e quatro que inicialmente estavam desaparecidas foram resgatadas em diferentes partes da ilha devido à tempestade. Hualien registrou precipitação significativa, com 119,5 milímetros caindo em uma única hora. Cerca de 965.342 residências ficaram sem energia, enquanto outras 63.016 perderam acesso à água, segundo o Centro de Operações de Emergência Central, que também contabilizou 10.831 casos de danos, dez estradas bloqueadas e 108 áreas inundadas. Deslizamentos de terra ocorreram em várias partes do país, com rios transbordando, estradas bloqueadas e uma ponte destruída em Fuli Township. Nas cidades de Hualien e Zhuoxi, mais de 300 mm de chuva caíram em um período de 24 horas, resultando em deslizamentos que bloquearam estradas e danificaram infraestruturas. A Agência Nacional de Bombeiros contabilizou pelo menos 34 deslizamentos de terra, 162 edifícios danificados e 366 árvores caídas devido à tempestade. A perda estimada de produtos agrícolas e instalações privadas foi de NT$1,93401 bilhão (US$ 60,21 milhões). O navio de carga Yu Zhou Qi Hang, transportando três guindastes e 284 toneladas de combustível, encalhou no Geoparque Yehliu, levantando preocupações sobre um possível vazamento de óleo. Todos os 17 tripulantes foram resgatados.
Várias comunidades indígenas ao longo da Rodovia Central Trans-Ilha, no Parque Nacional Taroko, ficaram isoladas por deslizamentos de terra, levando o Corpo Nacional de Serviços Aéreos a lançar suprimentos humanitários por via aérea às áreas afetadas. O hotel Silks Place Taroko, a única acomodação cinco estrelas do parque, foi forçado a fechar até 15 de janeiro de 2025 após perder o fornecimento de água e eletricidade. O fechamento ocorreu pouco mais de um mês depois que o hotel reabriu, seguindo extensos reparos após o terremoto de Hualien em abril de 2024.

### Outros Locais
Após atingir a China Oriental, Kong-rey trouxe ventos fortes e chuvas intensas para as províncias de Zhejiang e Fujian, com Zhejiang registrando uma média de 70,7 mm de chuva. Em Putian, painéis solares no telhado de um prédio residencial foram arrancados. Na Ilha de Jeju, Coreia do Sul, até 268,5 mm de chuva foram registrados no Hallasan, resultando em inundações que causaram danos a edifícios em toda a ilha.
A Agência Meteorológica do Japão informou que o ar quente e úmido da tempestade trouxe chuvas intensas e tempestades para o oeste do Japão, levando Matsuyama a emitir um alerta de nível máximo, convocando a evacuação de 189.552 residentes. As chuvas causaram a suspensão dos serviços do Shinkansen entre Tóquio e Fukuoka. No geral, as inundações danificaram 56 estruturas em todo o país e deixaram uma pessoa desaparecida na Prefeitura de Hiroshima.